# 马格托布里加战役
马格托布里加战役（法語：Bataille de Magetobriga）是公元前63年高卢敌对部落之间的一场战斗。埃杜依人部落被阿维尔尼人、塞夸尼人和阿利奥维斯塔统治下的苏维汇人部落的联盟打败，并且遭到屠杀。埃杜依人被击败后，他们向他们传统的盟友罗马元老院派去了大使来请求援助。罗马将军尤里乌斯·凯撒则以这次援助为由，来推进征服高卢的步伐。

## 背景
根据斯特拉波所说，起因是埃杜依人和塞广尼人之间的商业冲突。阿拉尔河（今称索恩河）为这两个世仇之间边界的一部分。双方都声称阿拉尔为己方领土，而且都向河上通过的商船收税。塞广尼人则控制了莱茵河的通路，并且在维桑提奥建立了一个奥皮杜姆（一种设防的城镇）来保护自己的利益。

## 战役过程
前63年，阿维尔尼人和塞广尼人收到了苏维汇人部落的王——阿利奥维斯塔的支持，他们便准备解决这一带长久以来的争议问题。阿利奥维斯塔带领着日耳曼部落联盟穿过了莱茵河。
马格托布里加战役是埃杜依人和与其敌人之间最后一次战役，在塞广尼人的城镇马格托布里加（又称阿麦格托布里亚“Amagetobria”）（今吕克瑟伊莱班附近10千米的阿马日）附近发生。阿利奥维斯塔的一万五千名日耳曼部民扭转了局势，几乎所有埃杜依人都成为了塞广尼人的奴隶。作为报答，阿利奥维斯塔在高卢获得了领土，但确切的位置不确定。
埃杜依人在马格托布里加的失利后，其德鲁伊狄维契阿古斯前往罗马，并在罗马元老院发表演讲请求军事援助。前60年，西塞罗在写给阿提库斯的信中描述了埃杜伊人的一次失利，有可能就是写的马格托布里加战役。
|                            | 目前，公众事务中最受关注的主要议题是高卢地区的动乱。我们的“兄弟”——埃杜依人近来遭遇惨败，而赫尔维蒂人无疑已经全副武装，对我们的行省发动了袭击。元老院已经颁布法令，要求两位执政官就高卢问题抽签决定，同时征召兵员，暂停所有免服兵役的特权，并派遣全权代表访问高卢各邦，确保其不与赫尔维蒂人联合。 |
| ——西塞罗，《致阿提库斯书》 | |

## 后续事件

### 阿利奥维斯塔留在高卢
战役胜利之后，阿利奥维斯塔留在了高卢。根据凯撒所说，阿利奥维斯塔占领了埃杜伊人三分之一的领土，并且把近12万日耳曼人安置在那，准备将那里建成一个新兴日耳曼王国的核心区域。凯撒写道：
|  | 可是，获得了胜利的塞广尼人，比起被征服的埃杜依人来，处境却只有更坏些。因为日耳曼人的国王阿利奥维斯塔就住在他们境内，占据了塞广尼人的三分之一领土，这是全高卢最富饶的土地，而现在，他却又要塞广尼人另外再让出三分之一来，因为几个月以前，二万四千哈鲁德人又来到他这边，要让出地方来给他们住。（《高卢战记》.第一卷.三一） |

至少在那时，为了防止侵犯到他的盟友的利益，阿利奥维斯塔就必须先从杜河（贝尔福附近河段）和莱茵河之间穿过，然后再沿着奥尼翁河谷行进，来接近埃杜伊人的领土。

### 凯撒的入侵
凯撒战胜赫尔维蒂人后，大多数高卢的部落都祝贺凯撒，想在大会上见他一面。爱杜依人的德鲁伊和政治家狄维契阿古斯作为高卢代表的发言人，恳请凯撒出兵阿利奥维斯塔。阿利奥维斯塔要求塞广尼人提供更多土地以安置哈鲁德人，这会给罗马带来“顾虑”，因为如此以来阿利奥维斯塔就有机会夺取塞广尼人的全部土地，然后进攻高卢其他地区。。高卢人的请求为凯撒提供了完美的借口，从而得以扩大干预范围，成为“高卢的拯救者而非征服者”。凯撒在佛日战役中击破了阿利奥维斯塔，这场战役发生在Vesontio（今贝桑松）附近，哈鲁德人是阿利奥维斯塔军队中七个部落之一。惨败之后，日耳曼人逃回了莱茵河对岸。凯撒最终征服了整个高卢。